# Новогоренский
Нового́ренский — посёлок в Новосильском районе Орловской области. Входит в Прудовское сельское поселение.

## География
Расположен на равнинном месте на правом берегу реки Зуша в 1 км от ближайшего населённого пункта Горенка и в 2 км от села Воротынцево.

## История
Посёлок Новогоренский (другое название Малая Строгань) образовался в послереволюционное советское время. Основными переселенцами были жители деревень Горенка (Строгани) и Мужиково.

## Население
| 2010 |
| ---- |
| 4    |

## Примечание
1. ↑  Карта РККА N-37 (В) • 1 км. Орловская, Липецкая и Тульская области. Дата обращения: 13 марта 2017. Архивировано 13 марта 2017 года.
2. 1 2  Всероссийская перепись населения 2010 года. 7. Численность населения городских округов, муниципальных районов, городских и сельских поселен

## Ссылка
- Карта Орловской области. http://map-1.ru/map1149604_1_3.htm Архивная копия от 11 декабря 2015 на Wayback Machine